# Théligny
Théligny ist eine französische Gemeinde mit 215 Einwohnern (Stand 1. Januar 2022) im Arrondissement Mamers im Département Sarthe in der Region Pays de la Loire. Théligny gehört zum Kanton La Ferté-Bernard und zum Gemeindeverband Communauté de communes du Pays de l’Huisne Sarthoise. Die Einwohner werden Thélignois genannt.

## Geographie
Théligny liegt etwa 57 Kilometer ostnordöstlich von Le Mans. Umgeben wird Théligny von den Nachbargemeinden Ceton im Norden, Saint-Bomer im Osten und Nordosten, Saint-Ulphace im Osten und Südosten, Gréez-sur-Roc im Süden, Courgenard im Westen und Südwesten sowie Cormes im Westen und Nordwesten.
Durch die Gemeinde führt die Autoroute A11. 

## Bevölkerungsentwicklung
| 1962                      | 1968 | 1975 | 1982 | 1990 | 1999 | 2006 | 2013 |
| ------------------------- | ---- | ---- | ---- | ---- | ---- | ---- | ---- |
| 384                       | 301  | 233  | 206  | 174  | 176  | 200  | 221  |
| Quelle: Cassini und INSEE |      |      |      |      |      |      |      |

## Sehenswürdigkeiten
- Kirche Notre-Dame-de-l'Assomption aus dem 15./16. Jahrhundert, seit 1925 Monument historique

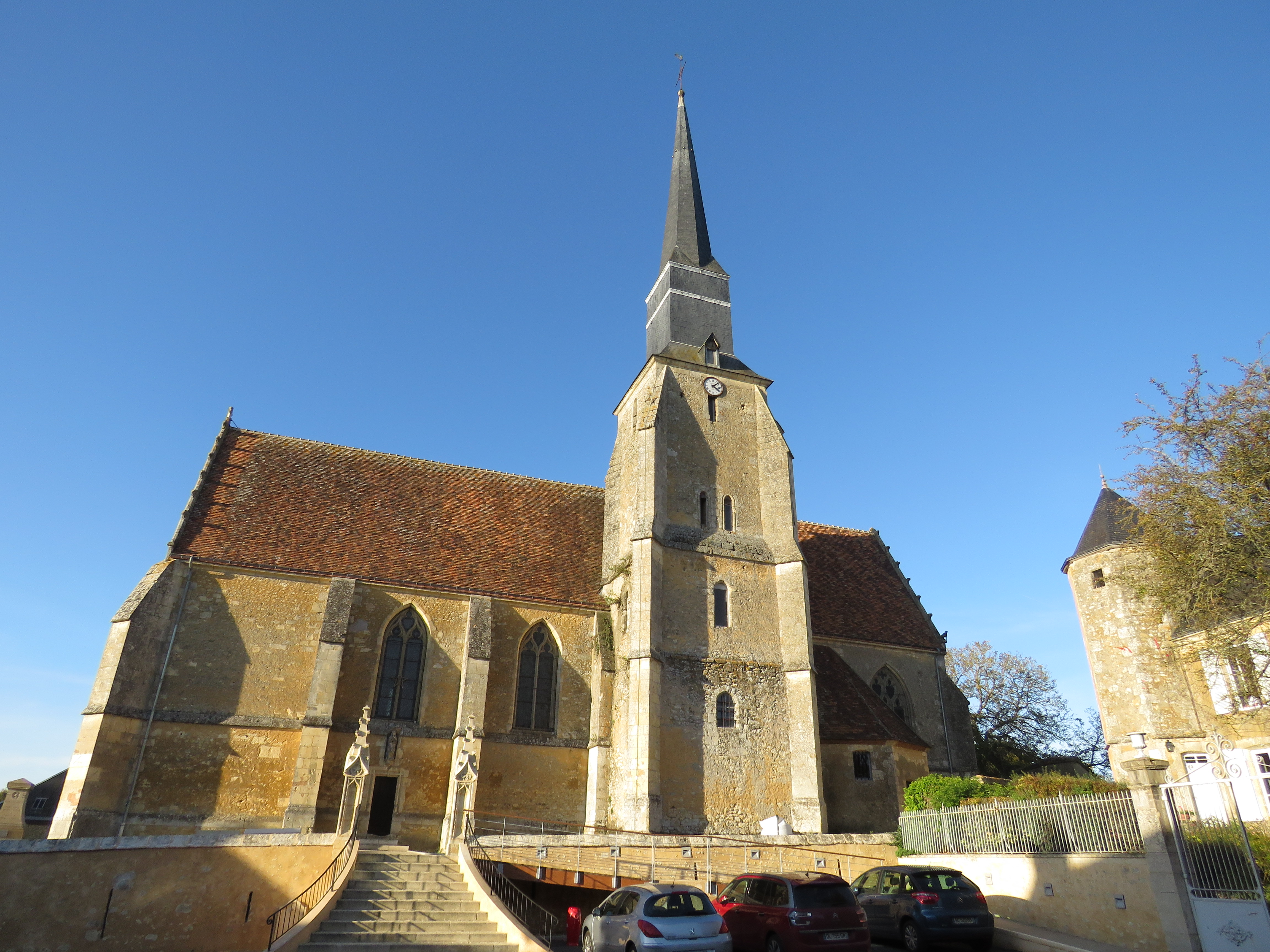
Kirche Notre-Dame-de-l'Assomption